# مارك ويبر (مؤرخ)
مارك ويبر (بالإنجليزية: Mark Weber)‏ هو مؤرخ أمريكي، ولد في 9 أكتوبر 1951 في بورتلاند في الولايات المتحدة.